# Cake
Cake, ofta skrivet CAKE, är en amerikansk musikgrupp från Sacramento, Kalifornien, bildad 1994. Bland deras största hittar finns deras cover på Gloria Gaynors discoklassiker "I Will Survive", samt låtarna "Never There", "The Distance" och "Rock 'n' Roll Lifestyle".
Cake är kända för sitt originella sätt att blanda olika musikstilar, såsom funk, hiphop, pop, jazz och rock, för sina satiriska texter med många populärkulturreferenser, samt för sångaren John McCreas "pratsjungande" stil.

## Medlemmar
Nuvarande medlemmar
- John McCrea – sång, akustisk gitarr, piano, orgel (1991–)
- Vince DiFiore – trumpet, keyboard, melodica, güiro, bakgrundssång (1991–)
- Xan McCurdy – sologitarr, bakgrundssång (1997–)
- Todd Roper – trummor, bakgrundssång (1994–2001, 2016–)
- Daniel McCallum – basgitarr, bakgrundssång (2016–)

Tidigare medlemmar
- Greg Brown – sologitarr, bakgrundssång (1991–1997)
- Victor Damiani – basgitarr, bakgrundssång (1994–1997)
- Shon Meckfessel – basgitarr, bakgrunssång (1991)
- Gabe Nelson — basgitarr, bakgrundssång (1992–1994, 1997–2015)
- Pete McNeal – trummor, bakgrundssång (2001–2004)
- Frank French – trummor, bakgrundssång (1991–1994)
- Paulo Baldi - trummor, percussion, bakgrundssång (2004–2015)
- Casey Lipka – basgitarr, bakgrundssång (2016–2018)
- Thomas Monson – trummor (1991)

## Diskografi
Studioalbum
- 1994 – Motorcade of Generosity
- 1996 – Fashion Nugget
- 1998 – Prolonging the Magic
- 2001 – Comfort Eagle
- 2004 – Pressure Chief
- 2011 – Showroom of Compassion

Livealbum
- 2014 – Live From The Crystal Palace

Samlingsalbum
- 2007 – B-Sides and Rarities

EP
- 2004 – Extra Value
- 2005 – Wheels

Singlar (urval)
- 1993 – "Rock 'N' Roll Lifestyle" (#31 på Billboard Alternative Songs (US Alt))
- 1996 – "The Distance" (#35 på Billboard Hot 100 (US), #4 US Alt, #38 på Billboard Hot Mainstream Rock Tracks (US Main))
- 1997 – "I Will Survive" (#28 US Alt)
- 1998 – "Never There" (#78 US, #1	US Alt, #40 US Main, #29 på Billboard Adult Top 40 (US Adult))
- 1999 – "Let Me Go" (#28 US Alt)
- 1999 – "Sheep Go to Heaven" (#16 US Alt)
- 2001 – "Short Skirt/Long Jacket" (#7 US Alt, #31 US Adult)
- 2004 – "No Phone" (#13 US Alt )
- 2010 – "Sick of You" (#4	 US Alt)
- 2011 – "Long Time" (#15 US Alt)
- 2011 – "Mustache Man (Wasted)" (#22 US Alt)